# Łoś Hrabia
Łoś Hrabia – polski herb hrabiowski, odmiana herbu Dąbrowa, nadany w Galicji.

## Opis herbu
Opisy z wykorzystaniem klasycznych zasad blazonowania:
W polu błękitnym na podkowie srebrnej barkiem ku górze trzy krzyże kawalerskie złote, dwa u dołu, jeden na barku. Nad tarczą korona hrabiowska, nad którą hełm z klejnotem: skrzydło orle naturalne (szare o czarnych końcówkach), przeszyte strzałą naturalną.

## Najwcześniejsze wzmianki
Nadany z tytułem hrabiowskim Feliksowi Antoniemu i Maurycemu Tomaszowi Łosiom w Galicji 13 czerwca 1783 roku z predykatami hoch- i wohlgeboren (wysoko urodzony i wielmożny). Podstawą nadania tytułu był patent z 1775, wywód przed Komisją Magnatów, zasługi dla domu cesarskiego, związki rodzinne z innymi przednimi rodzinami Królestwa Polskiego oraz domicyl w Galicji.

## Herbowni
Jedna rodzina herbownych:
graf von Grodków-Łoś.

### Znani herbowni
- Bronisław Łoś
- Andrzej Łoś (komandor)